# Krzysztof Grzebyk
Krzysztof Grzebyk (ur. 20 listopada 1957 w Ostródzie) – polski historyk, polityk, menedżer, działacz harcerski, poseł na Sejm X kadencji (1989–1991).

## Życiorys
Od 1968 działał w Związku Harcerstwa Polskiego. Pełnił funkcje drużynowego, zastępcy komendanta szczepu, przewodniczącego kręgu instruktorskiego Uniwersytetu Jagiellońskiego, na którym w 1980 uzyskał tytuł zawodowy magistra historii oraz komendanta hufca i szczepu. Od 1984 do 1990 był kolejno komendantem hufca i chorągwi, od marca 1989 zajmował stanowisko naczelnika ZHP. W latach 1980–1983 był nauczycielem historii w szkołach podstawowych.
W 1977 wstąpił do Polskiej Zjednoczonej Partii Robotniczej. Od 1983 do 1984 pełnił funkcję instruktora w Komitecie Miejskim w Rzeszowie. Z ramienia partii pełnił funkcję radnego Wojewódzkiej Rady Narodowej, a w 1989 uzyskał mandat posła na Sejm kontraktowy z okręgu mieleckiego. Na koniec kadencji należał do Parlamentarnego Klubu Lewicy Demokratycznej. Był członkiem Komisji Edukacji, Nauki i Postępu Technicznego oraz Komisji Młodzieży, Kultury Fizycznej i Sportu, pełnił też funkcję sekretarza Sejmu. W dwóch kolejnych wyborach bez powodzenia kandydował do parlamentu z ramienia Sojuszu Lewicy Demokratycznej.
W pierwszej połowie lat 90. prowadził własną działalność gospodarczą. Od 1995 pracował w grupie ubezpieczeniowej ING Nationale Nederlanden Polska S.A. Zaczynał od organizacji lokalnego oddziału w Rzeszowie, następnie został dyrektorem regionu, a od 2005 był członkiem zarządu jednej ze spółek grupy. W 2007 objął stanowisko szefa pionu sprzedaży i marketingu w Winterthur AXA w Polsce, a rok później został członkiem jej zarządu.
W grudniu 2015 został sekretarzem podkarpackiego regionu Nowoczesnej, którym był do 2017.

## Odznaczenia
- Srebrny Krzyż Zasługi (2023)[3]
- Brązowy Krzyż Zasługi (1987)[4]